# Prix Ned-Kelly
Le prix Ned-Kelly est le principal prix littéraire australien pour la littérature policière. 

## Histoire
Il est créé en 1996 par la Crime Writers Association of Australia. Le nom fait référence au célèbre bushranger Ned Kelly.
Les récompenses sont appelées « The Neddies » au sein de la communauté littéraire.

## Les prix
Il existe plusieurs catégories de prix :
- Prix du meilleur roman
- Prix du meilleur premier roman
- Prix de la meilleure nouvelle
- Prix du meilleur fait réel
- Prix du meilleur roman pour la jeunesse
- Prix des lecteurs
- Prix de la meilleure non-fiction
- Prix Lifetime Achievement.